# Dziwisz z Romiszowic
Dziwisz z Romiszowic herbu Jelita (zm. po 1360) – cześnik sieradzki (1341 – 1354), protoplasta rodu Romiszewskich/Romiszowskich herbu Jelita
Pisał się Dziwiszem z Romiszowic (Romiszewic), Mierzyna i Czerzyc (Czerczyna). 
Syn Klemensa z Mierzyna, kasztelana i wojewody sieradzkiego.
Za czasów Dziwisza Romiszowice otrzymały immunitet gospodarczy i sądowy, wraz z prawem do lokacji na prawie niemieckim.
Poślubił córkę Andrzeja z Koprzywnicy, z którą miał synów:
- Jakusza z Romiszowic, cześnika sieradzkiego (1383–1390), kasztelana rozpierskiego (1398–1404)
- Dziwisza z Romiszowic, łowczego sieradzkiego (1372–1374), kasztelana spicymierskiego (1384–1409), ożenionego z Heleną, a później z Anną z Suchcic 
- Jarosława z Mierzyna, stolnika i cześnika sieradzkiego (1394), ożenionego z Agnieszką
- Klemensa z Chodowa, sędziego sądeckiego (1378–1383), kasztelana kazimierskiego (1374–1406), ożenionego z Michną, a potem z Małgorzatą.